# Purdy
Purdy és una població dels Estats Units a l'estat de Missouri. Segons el cens del 2000 tenia 1.103 habitants.

## Demografia
Segons el cens del 2000, Purdy tenia 1.103 habitants, 432 habitatges, i 288 famílies. La densitat de població era de 655,2 habitants per km².
Dels 432 habitatges en un 35% hi vivien nens de menys de 18 anys, en un 50,5% hi vivien parelles casades, en un 11,8% dones solteres, i en un 33,3% no eren unitats familiars. En el 30,3% dels habitatges hi vivien persones soles el 19,7% de les quals corresponia a persones de 65 anys o més que vivien soles. El nombre mitjà de persones vivint en cada habitatge era de 2,55 i el nombre mitjà de persones que vivien en cada família era de 3,2.
Per edats la població es repartia de la següent manera: un 29,7% tenia menys de 18 anys, un 8,8% entre 18 i 24, un 25,8% entre 25 i 44, un 18,9% de 45 a 60 i un 16,7% 65 anys o més.
L'edat mediana era de 34 anys. Per cada 100 dones de 18 o més anys hi havia 81,1 homes.
La renda mediana per habitatge era de 24.318 $ i la renda mediana per família de 28.636 $. Els homes tenien una renda mediana de 21.731 $ mentre que les dones 16.806 $. La renda per capita de la població era de 10.662 $. Entorn del 14,6% de les famílies i el 20,2% de la població estaven per davall del llindar de pobresa.

## Poblacions més properes
El següent diagrama mostra les poblacions més properes.